# Konferencja hawańska
Konferencja hawańska (ang. Havana Conference) – jedna z najważniejszych konferencji (obok konferencji w Atlantic City w 1929 roku i konferencji w Apalachin w 1957 roku) z udziałem najważniejszych (ówczesnych) bossów amerykańskiego świata przestępczego tzw. Syndykatu.

## Okres przed konferencją
Jeden z największych amerykańskich gangsterów tamtych czasów – Lucky Luciano w 1936 roku został skazany na 30 do 50 lat pozbawienia wolności za sutenerstwo; wielu uważa, że wyrok skazujący, jak i cała sprawa, zostały ukartowane przez prokuratora Thomasa E. Deweya.
Dzięki pomocy przyjaciela – Meyera Lansky’ego – ten sam prokurator ułaskawił Luciano 10 lutego 1946 roku za jego postawę patriotyczną w czasie II wojny światowej (wywiad amerykańskiej marynarki wojennej nawiązał współpracę z mafiosami w obawie przed nazistowskimi aktami sabotażu w dzielnicach portowych; Luciano wyraził zgodę na współpracę z władzami zza więziennych krat).
Tego samego dnia Luciano opuścił Stany Zjednoczone i udał się do Włoch, skąd po krótkim pobycie udał się na Kubę (wcześniej wyrobił sobie fałszywe paszporty).

## Przebieg obrad
Obrady konferencji rozpoczęły się 22 grudnia 1946 w stolicy Kuby, Hawanie, w Hotelu Nacional de Cuba. Osobą odpowiedzialną za zorganizowanie konferencji był Meyer Lansky.
Wśród obecnych znaleźli się m.in. przedstawiciele pięciu rodzin:
- Frank Costello – Nowy Jork
- Joe Adonis – Nowy Jork
- Tommy Lucchese – Nowy Jork
- Joe Profaci – Nowy Jork
- Vito Genovese – Nowy Jork
- Willie Moretti – Nowy Jork
- Joseph Bonanno – Nowy Jork
- Albert Anastasia – Nowy Jork
- Tony Accardo – Chicago
- Carlos Marcello – Nowy Orlean
- Stefano Magaddino – Buffalo
- Mike Miranda – Nowy Jork
- Joe Magliocco – Nowy Jork
- Santo Trafficante Jr. – Floryda
- Rocco Fischetti – Chicago

oraz wpływowi żydowscy gangsterzy:
- Meyer Lansky,
- Doc Stacher,
- Abner „Longy” Zwillman
- Moe Dalitz.

## Główne tematy konferencji
Podczas obrad konferencji poruszono temat handlu heroiną, rozwoju hazardu na Kubie i rozwiązania problemu z Bugsy Siegelem, którego nie zaproszono. Mafiosi podejrzewali, że Siegel poza ich plecami zdefraudował pieniądze przeznaczone na budowę Hotel Flamingo w Las Vegas; inwestycja pochłaniała coraz więcej pieniędzy, co budziło niecierpliwość wśród gangsterów. Na nieszczęście dla samego Siegela uroczystość otwarcia hotelu 26 grudnia 1946 roku zakończyła się niepowodzeniem.
Luciano i Lansky zdecydowali, że wobec zaistniałej sytuacji należy pozbyć się ‘oszusta’ z szeregu mafii; Lansky, bliski przyjaciel Siegela z bólem serca wyraził zgodę na egzekucję.
W trakcie obrad wyczuć było można napięcie na linii Luciano – Genovese. W 1931 roku po zakończeniu wojny Castellammarese Luciano usunął stanowisko Capo di tutti capi – „Bossa nad bossami”, które kojarzyło mu się ze Starą Mafią amerykańską w osobach Joe Masserii i Salvatore Maranzano.
Jednakże w 1946 roku sytuacja była już nieco inna. Przed zorganizowaną przestępczością stały nowe wyzwania; zakończyła się II wojna światowa (podział świata na dwa wrogie sobie systemy polityczno – ekonomiczne), rozwijał się rynek handlu narkotykami i hazardu.
Otwierając obrady konferencji, Luciano podziękował wszystkim na przybycie. Zdawał sobie sprawę, że w trakcie jego pobytu w więzieniu (w tym czasie na czele Rodziny Luciano stał wskazany przez niego Frank Costello) jeden z bossów – Vito Genovese – przystąpił do stopniowego przejęcia jego rodziny.
Zwołanie konferencji miało na celu przywrócenie status quo, czyli powrotu do układu Luciano – Lansky (nic nie było w stanie zniszczyć ich przyjaźni) i odnowienia wpływów Lucky’ego w mafii.
Wszyscy zebrani, przyjaciele Luciano (jedynie Genovese niechętnie na to wyraził zgodę; sam już snuł plany, aby objąć stanowisko „bossa nad bossami”) przystali na jego propozycję przywrócenia stanowiska „capo di tutti capi”. Dla zaspokojenia ambicji Genovese, Luciano postanowił uspokoić nastroje (wymienili uściski dłoni wobec innych bossów) i skupić się na ważnych problemach.
Inną ważną poruszoną kwestią podczas konferencji był handel narkotykami. Luciano, podobnie jak Lansky i Costello, chciał, aby rodziny mafijne w ramach Syndykatu nie handlowały narkotykami.
Jednakże zdawał sobie sprawę, że wiele rodzin na to by się nie zgodziło. Przyjęto kompromis, według którego każda z rodzin będzie musiała samodzielnie zdecydować, czy handlować narkotykami, czy nie.

## Obecność Sinatry
Wśród obecnych znalazł się znany amerykański piosenkarz – Frank Sinatra, który (rzekomo) wręczył Luciano szczerozłotą papierośnicę. Obecność Sinatry miała zapewnić alibi przybyłym delegatom; miał dla nich wystąpić na scenie.

## Po zakończeniu obrad
Luciano liczył, że pozostanie dłużej na Kubie, ale wiadomość o jego przyjeździe i pobycie dotarła do władz Stanów Zjednoczonych. Te z kolei wymusiły na władzach Kuby, aby niezwłocznie wydaliły go do Włoch. Niewykluczone, że to Genovese powiadomił Amerykanów o miejscu pobytu Luciano.
Konferencję hawańską uznaje się za kres wielkości Lucky Luciano; ostatecznie opuścił Stany Zjednoczone, jego pozycja i wpływy w strukturze mafii amerykańskiej słabły z roku na rok, ale zachował do końca poparcie Lansky’ego i pieniądze płynące z tego tytułu.